# Teresa Berganza
Teresa Berganza Vargas (ur. 16 marca 1933 w Madrycie, zm. 13 maja 2022 w San Lorenzo de El Escorial) – hiszpańska śpiewaczka operowa (mezzosopran). Członkini Królewskiej Akademii Sztuk Pięknych św. Ferdynanda.

## Życiorys
Teresa Berganza urodziła się w Madrycie. Uczyła się gry na fortepianie i śpiewu solowego w tamtejszym konserwatorium. Tam też zdobyła pierwszą nagrodę w śpiewie w roku 1954. Jej debiut koncertowy miał miejsce w roku 1955.
Debiut operowy odbył się podczas festiwalu w Aix-en-Provence w 1957 roku, w partii Dorabelii w Così fan tutte Mozarta. Tego samego roku miał miejsce jej debiut w mediolańskiej La Scali, a w następnym – występ na festiwalu w Glyndebourne. W 1959 po raz pierwszy wystąpiła w Operze Królewskiej Covent Garden w Londynie jako Rozyna w „Cyruliku sewilskim” Rossiniego. Później odnosiła w tej roli ogromne sukcesy. W 1967 zadebiutowała w Metropolitan Opera w Nowym Jorku jako Cherubino w Weselu Figara Mozarta.
Jej debiut recitalowy miał miejsce w Carnegie Hall, w roku 1964. Repertuar koncertowy Berganzy zawiera pieśni hiszpańskie, francuskie, niemieckie i rosyjskie oraz arie koncertowe Mozarta. W latach 1957–1977 była żoną kompozytora i pianisty Félixa Lavilla, z którym wielokrotnie nagrywała i występowała. Mieli troje dzieci, w tym sopranistkę Cecilię Lavilla Berganzę.
W 1991 Berganza otrzymała Nagrodę Księcia Asturii, razem z sześcioma innymi hiszpańskimi śpiewakami.
W 1992 wzięła udział w ceremonii otwarcia Expo '92 w Sewilli, oraz w ceremonii otwarcia Letniej Olimpiady w Barcelonie. W 1994 wybrano ją pierwszą kobietą w Hiszpańskiej Akademii Sztuk. Nauczała śpiewu w szkole Escuela Superior de Música Reina Sofía, kontynuując wykonywanie muzyki hiszpańskich kompozytorów, a także prowadziła klasy mistrzowskie na całym świecie. Wśród jej studentów znajdowali się María Bayo i Jorge Chaminé.
Odznaczona Krzyżem Wielkim Orderu Cywilnego Alfonsa X Mądrego (2013).
Berganza zmarła 13 maja 2022 roku w San Lorenzo de El Escorial w wieku 89 lat.

## Filmy
Teresa Berganza wystąpiła w dziewięciu filmach.
- Cyrulik sewilski (Il barbiere di Siviglia) – jako Rozyna, (1972);
- Don Giovanni – jako Zerlina, (1979);
- Werther (1980);
- Carmen (1980);
- Octavia Patiño (2002);
- The Reckoning Paula McGuigana (2003);
- Grimm Warmerdama (2003);
- ¡Buen viaje, excelencia! Alberta Boadella (2003)
- Por el humo se sabe dónde está el fuego (2006) epizod telewizyjny opowiadający o znanym śpiewaku z zarzueli Doña Francisquita Amadeu Vivesa.